# فگزاک
برمن-فگزاک (به آلمانی: Vegesack) یک منطقهٔ مسکونی در آلمان است که در ایالت برمن واقع شده‌است. برمن-فگزاک ۱۱٫۸۷ کیلومتر مربع مساحت و ۳۴٬۵۰۵ نفر جمعیت دارد.